# Спиридон (митрополит Киевский)
Митрополит Спиридон Савва (1410-е, Тверь — между 1503—1505, Ферапонтов монастырь) — митрополит Киевский, Галицкий и всея Руси (1475—1503). Находясь в Ферапонтовом монастыре, активно занимался литературной деятельностью.
Спиридон был очень деятельным и ловким человеком; в летописи отмечено, что прозвище «Сатана» он получил за свою «резвость», там же сказано о поставлении его в митрополиты «по мзде».

## Биография
Родился в Твери.
Приняв монашество, уехал в Константинополь, где патриархом и всем освященным Собором был избран и 15 сентября 1475 года рукоположен в митрополита Киевского.
В 1470-х годах шла ожесточенная борьба за митрополию «всея Руси» между московским и литовским митрополитами. Спиридон, выступив в качестве третьего претендента, сумел получить от Константинопольского патриарха посвящение в этот сан. По всей видимости, в Москве этого опасались более всего, как представителя тверской политической силы. Московские власти запретили Спиридону вступать во всякое общение с тверским епископом. В «утверждённой» грамоте епископа Вассиана (Стригина-Оболенского; † 1508), получившего Тверскую кафедру в 1477 году, специально сообщается о Спиридоне: «А к митрополиту Спиридону, нарицаемому Сатане, взыскавшаго во Цариграде поставлениа, во области безбожных турков, от поганаго царя, или кто будет иный митрополит поставлен от латыни или от Турскаго области, не приступити мне к нему, ни приобщениа, ни соединенна ми с ним не имети никакова».
О поставлении на «киевскую митрополию всея Руси» сам Спиридон говорит в одном из главных своих произведений — в «Изложении о православней истинней нашей вере». Король Казимир не принял Спиридона как избранного без всякого участия литовской паствы и поставленного ещё при жизни нареченного митрополита Киевского Мисаила (Пеструцкого-Друцкого; † 1480). В Литве Спиридон оказался в заточении (с 1476 г.). В Летописях Софийской II и Львовской под 1482 годом рассказано о безуспешной попытке Спиридона прибегнуть к помощи Ивана III для своего освобождения.
Когда и при каких обстоятельствах Спиридону удалось освободиться из заточения и перебраться на север, остаётся неизвестным. В частности высказывалось мнение, что изменение условий его заточения в Литве в начале 1480 года связано со смертью его конкурента Мисаила. Но и на Московской Руси отвергли притязания Спиридона на Киевскую митрополию (включавшую в то время и северные епархии). Следы противодействия Спиридону находим в епископской присяге времени митрополита Симона († 1511, память в воскресенье перед 26 августа в Соборе Московских святых), где Спиридон упоминался среди лиц, от которых отрекалась Русская Церковь. Чтобы обезопасить себя от притязаний поставленого в Константинополе митрополита, московские власти сослали его в Ферапонтов монастырь. Случилось это между 1483 и 1503 годами. Там он и скончался. Не сумев реализовать свои притязания на киевский митрополиичий престол ни в Литовской, ни в Московской Руси, Спиридон так и остался до конца своей жизни беспрестольным митрополитом.
Находясь в заточении в Великом княжестве Литовском, Русском, Жемоитском и иных, а позже в Московской Руси, он написал ряд литературных произведений. Его перу без сомнения принадлежат «Слово на Сошествие Святого Духа», «Изложение о православной истинно нашей вере» и «Житие Зосимы и Савватия». Последнее написано в 1503 году по заказу соловецкого игумена Досифея с благословения новгородского архиепископа Геннадия. Среди произведений, приписываемых Спиридону, главное место занимает «Послание о Мономаховом венце», написанное в интересах московского князя (видимо, Ивана III) и обосновывавшее происхождение князей московских аж от римского императора Августа. Для этого его автор придумал историю о том, что летописный Рюрик в четырнадцатом поколении является потомком некоего Пруса, который, в свою очередь, был братом Октавиана Августа, назначенным в 51 году наместником в Южной Балтике на берега Вислы и Немана («въ березех Вислы реки во град Мадборок, и Торун, и Хвоиница, и преславы Гданеск и иных многых градов, по реку глаголемую Немон, впадшую в море»). М. В. Ломоносов в отношении «августианской легенды» о происхождении московских царей от Пруса (мифического брата римского императора Августа)  занимал осторожно-скептическую позицию: «вероятности отрещись не могу; достоверности — не вижу».
Я. С. Лурье считал, что в основе «Послания о Мономаховом венце» Спиридона-Сатаны лежит какой-то памятник тверской литературы XV века.